# پاندورا ای‌اس
پاندورا ای‌اس (اغلب به نام پاندورا) یک تولید کننده و خرده فروش جواهرات دانمارکی است که در سال ۱۹۸۲ توسط پر انوولدسن تأسیس شد. این شرکت به عنوان یک جواهر فروشی خانوادگی در کپنهاگ شروع به کار کرد.
پاندورا به‌خاطر دستبندهای افسون‌دار سفارشی‌سازپذیر، حلقه‌های طراح، گوشواره‌ها، گردن‌بندها و ساعت‌های (اکنون تولیدشان متوقف شده) شناخته می‌شود. این شرکت یک سایت تولیدی در تایلند دارد و محصولات خود را در بیش از ۱۰۰ کشور در شش قاره با بیش از ۶۷۰۰ نقطه فروش عرضه می کند.

## تاریخچه
پاندورا در سال ۱۹۸۲ توسط زرگر دانمارکی پر انوولدسن و همسر وقتش وینی انوولدسن تاسیس شد. این جفت در مقیاس کوچک با واردات جواهرات از تایلند و فروش به مصرف کنندگان آغاز شد.
در سال ۱۹۸۷ شرکت به فعالیت های خرده فروشی خود پایان داد و به یک عمده فروش خالص تبدیل شد. دو سال بعد انوولدسن طراحان داخلی را استخدام کرد و یک سایت تولیدی در تایلند تأسیس کرد، جایی که هنوز هم در آن قرار دارد. با هزینه های تولید پایین و یک زنجیره تامین کارآمد، انوولدسن‌ها می تواند جواهرات مقرون به صرفه و دست ساز را برای بازار انبوه فراهم کند. مجموعه پاندورا به مجموعه‌ای از حلقه‌ها، گردن‌بندها، گوشواره‌ها و ساعت‌ها افزوده شد. این شرکت فروش دستبندهای افسون‌دار خود را در سال ۲۰۰۰ پس از چندین سال توسعه آغاز کرد که توسط یک حق ثبت اختراع محافظت شده بود.
گروه سهام خصوصی دانمارکی Axcel در سال ۲۰۰۸، ۶۰ درصد از سهام این شرکت را از خانواده انوولدسن خریداری کرد. سهامی بالغ بر ۹.۹۶ میلیارد کرون (۱.۸۴ میلیارد دلار آمریکا) در اکتبر ۲۰۱۰ در یک عرضه اولیه عمومی در اکتبر ۲۰۱۰ فروخته شد که یکی از بزرگترین عرضه های عمومی در اروپا در آن سال بود به پاندورا ارزش بازاری در حدود ۲۷ میلیارد کرون می دهد. این شرکت به صورت عمومی در بورس اوراق بهادار NASDAQ OMX کپنهاگ در دانمارک پذیرفته شده است و جزء شاخص OMX Copenhagen ۲۰ است.
پاندورا پس از کارتیه و تیفانی، سومین شرکت بزرگ جواهرات جهان از نظر فروش است. در سال ۲۰۱۱، به طور متوسط در هر ثانیه بیش از یک قطعه جواهرات پاندورا فروخته شد.
سهام پاندورا در سال ۲۰۱۱ پس از تغییر تمرکز به سوی طرح‌های پیشرفته‌تر تقریباً ۸۰ درصد سقوط کرد و مشتریان اصلی را از خود دور کرد،اما پس از بازگشت به بازار انبوه مقرون‌به‌صرفه‌تر عملکرد پاندورا با گزارش گروهی درآمد ۱۹ میلیارد کرون و سود خالص بیش از  ۳ میلیارد کرون در سال ۲۰۱۴، بهبود یافت. در سال ۲۰۲۰ و به دلیل همه‌گیری کووید-۱۹، ۸۰ درصد از ۲۷۰۰ فروشگاه پاندورا در سراسر جهان بسته شدند. با این حال، شرکت به تمام کارکنان خود حتی برای کسانی که قبلاً در فروشگاه‌های بسته کار می‌کردند، حقوق کامل پرداخت می‌کرد.
در اوایل ماه مه ۲۰۲۱، پاندورا اعلام کرد که این شرکت الماس های استخراج شده را به نفع جواهرات تولید شده در آزمایشگاه حذف می کند. جواهرات جدید الماس ابتدا قبل از فروش جهانی در سال ۲۰۲۲ در انگلستان فروخته می شود.پاندورا بزرگترین برند جواهرات جهان با ۱۹ میلیارد کرون دانمارک درآمد و شبکه خرده فروشی متشکل از حدود ۲۷۰۰ فروشگاه است.